# ولديان
ولديان هي قرية في مقاطعة خوي، إيران. عدد سكان هذه القرية هو 1,668 في سنة 2006.